# Slag bij Charlestown
De Slag bij Charlestown vond plaats op 18 oktober 1863 in Jefferson County, Virginia tijdens de Amerikaanse Burgeroorlog. De Zuidelijke cavalerie onder leiding van brigadegeneraal John D. Imboden vecht een kleine slag uit met Noordelijke garnizoen van Charlestown onder leiding van kolonel Benjamin L. Simpson.

## Achtergrond
Terwijl het Zuidelijke Army of Northern Virginia en het Noordelijke Army of the Potomac in centraal Virginia de Bristoeveldtocht aan het uitvechten zijn, stuurde generaal Robert E. Lee cavalerie uit onder leiding van brigadegeneraal John D. Imboden om de Shenandoahvallei onveilig te maken. Zijn doel was het Noordelijke garnizoen van Charlestown. Zo hoopten de Zuidelijken om eenheden van het Army of the Potomac te lokken en Lee meer slagkracht te geven. Op 17 oktober bereikte Imboden Berryville, Virginia. Daar vocht hij een schermutseling uit met de 1st New York Cavalry. De Noordelijken werden verjaagd. De cavaleristen meldden de aanwezigheid van Imboden aan de garnizoenscommandant van Charlestown, namelijk kolonel Benjamin L. Simpson. De onervaren Simpson was slechts 17 dagen voordien tot kolonel benoemd. Hij sloeg alle aanbevelingen om zich terug te trekken naar het sterkere Harpers Ferry af. Simpson geloofde niet dat Charlestown het einddoel was van de vijandelijke cavalerie.

## De slag
Bij dageraad van de 18e oktober werden de Noordelijke voorposten ten zuiden van de stad verjaagd door de oprukkende Zuidelijken. Simpson stelde zijn 9th Maryland Infantry op bij het gerechtsgebouw van de stad. Zijn cavalerie, die uit een compagnie van Loudoun Rangers en de 6th Michigan Cavarly bestond, kreeg geen specifieke orders. Imboden stuurde een delegatie naar Simpson onder bescherming van een witte vlag om de overgave te eisen. Simpson weigerde. De cavalerie besloot daarop om uit te breken en aansluiting te zoeken met het garnizoen van Harpers Ferry. Ten noordoosten van de stad botste de Noordelijke cavalerie op de 18th Virginia Cavalry en de 62nd Virginia Mounted Infantry die de Noordelijken onder vuur namen. De Noordelijken bestormden de vijandelijke rechterflank dat hun zwak punt bleek te zijn. De Noordelijken braken door de linie maar hadden zware verliezen te verduren. 17 Noordelijken waren gevangengenomen en 2 waren er gesneuveld. Er werden ook verschillende gewonden van het slagveld afgevoerd.
Ondertussen stelde Imboden zijn artillerie op om de stad te beschieten. Opnieuw eiste hij de overgave die voor de tweede maal afgewezen werd. Imbodens artillerie opende het vuur op de stad. Simpson moest zijn stellingen rond het gerechtsgebouw verlaten en trok zijn mannen daarop samen in een veld ten noordwesten van de stad. Imboden verzamelde zijn troepen en schoot van dichtbij op de vijandelijke linie. Het vuurgevecht duurde enkele minuten. Daarna besliste Simpson om zich over te geven.
De kanonschoten werden in Harpers Ferry gehoord. De 17th Indiana battery, Cole's Maryland Cavalry, de rest van Loudoun Rangers en de 6th Michigan (samen ongeveer 300 soldaten) werden naar Charlestown gestuurd om de stad te ontzetten. Een kwartier later vielen ze de Zuidelijken aan. Deze strijd duurde voort tot na de middag. De Noordelijken waren echter niet sterk genoeg om Imboden te verslaan of hun strijdmakkers te bevrijden uit gevangenschap.
Rond 17.00u arriveerde de 34th Massachusetts Infantry (400 man sterk) nadat ze 27 km gemarcheerd hadden vanuit Berryville. Bij het invallen van de duisternis zetten ze de aanval op Imboden in. Imboden trok zich terug met gevangenen en buit.

## Gevolgen
Imboden had met succes het Noordelijk garnizoen van Charlestown aangevallen en verslagen. Deze missie had echter weinig invloed op de Bristoeveldtocht. Deze veldtocht eindigde begin november met de terugtocht van het leger van Lee na de nederlaag bij Rappahannock Station.

## Aanbevolen lectuur
- Goodheart, Briscoe, History of the Independent Loudoun Rangers: U.S. Cav. (Scouts) 1862-1865. McGill and Wallace; Washington, D.C., 1896.